# Cinéma sicilien
L'histoire du cinéma en Sicile commence dans les premières années du XXe siècle avec les premiers enregistrements cinématographiques. Des maisons de productions existent depuis ce temps en Sicile. Au cours du siècle le cinéma s'est développé et l'île est devenue un lieu de tournage pour de nombreux films.

## Maison de production
En 1911, la société Industria cinematographica Lucarelli est créée à Palerme. En 1913, Morgana film (it) est fondée à Catane par Nino Martoglio. Quelques mois plus tard, la société de production Etna film (it) est créée avec comme directeur artistique Giuseppe De Liguoro. À Catane, d'autres petites maisons de production sont créées, telles que Jonio film (it), Sicula film (it) et Katana Film.
En 1914, l'école de cinéma de Palerme est fondée par Paolo Azzurri.
Dans la seconde moitié des années 1940, la société de productions Panaria Film est fondée à Palerme. Elle a été l'une des plus importantes de Sicile ; malgré des nombreux films et courts-métrages produits, la société ferme pour raisons financières en 1956.
En 1989, la société coopérative pour la production cinématographique Arbash film (it) est fondée à Aliminusa (province de Palerme).
Depuis 2005, Maria Grazia Cucinotta produit ses films avec Italian Dreams Factory.

## Chronologie

### Cinéma muet
- Il romanzo (1913) de Nino Martoglio avec Giovanni Grasso.
- Capitan Blanco (1914) de Nino Martoglio con Giovanni Grasso.
- Perdus dans les ténèbres (Sperduti nel buio) (1914) de Nino Martoglio avec Giovanni Grasso et Virginia Balistrieri.
- Teresa Raquin (1915) de Nino Martoglio con Giacinta Pezzana (it).
- Cavalleria rusticana (it) (1924) de Mario Gargiulo (it), avec Giovanni Grasso.

### Avant 1960
- San Giovanni decollato (1917) de Telemaco Ruggeri avec Angelo Musco et Rosina Anselmi
- Cinque a zero (1932) avec Angelo Musco et Rosina Anselmi.
- 1860 d'Alessandro Blasetti (1934).
- Casta Diva de Carmine Gallone (1935).
- L'eredità dello zio buonanima de Amleto Palermi (1934) avec Angelo Musco et Rosina Anselmi.
- Il paraninfo (1934) avec Angelo Musco et Rosina Anselmi.
- L'aria del continente (1935) de Gennaro Righelli avec Angelo Musco et Rosina Anselmi.
- Fiat Volutas Dei (1935) de Amleto Palermi, avec Angelo Musco et Rosina Anselmi.
- Pensaci, Giacomino! (1935) de Gennaro Righelli avec Angelo Musco.
- Lo smemorato (1936) avec Angelo Musco.
- Re di denari (1936) avec Angelo Musco, Rosina Anselmi et Vittoria Carpi.
- Gatta ci cova (1937) avec Angelo Musco et Rosina Anselmi.
- Il feroce Saladino (1937) avec Angelo Musco et Rosina Anselmi.
- Cavalleria Rusticana (1939) d'Amleto Palermi.
- San Giovanni decollato (1940) avec Totò et Titina De Filippo
- La bella addormentata de Luigi Chiarini (1942).
- Carmela (1942) de Flavio Calzavara avec Doris Duranti.
- Gelosia de Ferdinando Maria Poggioli (1943)
- Une cloche pour Adano d'Henry King (1945)
- I cavalieri dalle maschere nere de Pino Mercanti (1947)
- Il principe ribelle de Pino Mercanti (1947)
- I fuorilegge (1947)
- Anni difficili (1948) de Luigi Zampa avec Milly Vitale et Umberto Spadaro. Tourné à Modica (province de Raguse).
- La terre tremble (1948) de Luchino Visconti.
- Vespro siciliano, (1949) de Giorgio Pàstina
- È primavera de Renato Castellani (1949)
- Au nom de la loi (1949) de Pietro Germi, tourné à Sciacca.
- Stromboli (1950) de Roberto Rossellini avec Ingrid Bergman.
- Vulcano, avec Anna Magnani.
- Plus fort que la haine (Gli inesorabili) (1950)
- Le Chemin de l'espérance de Pietro Germi avec Raf Vallone (1950) tourné à Favara.
- Il segreto delle tre punte (1952) de Carlo Ludovico Bragaglia
- C'era una volta Angelo Musco (1953) de Giorgio Walter Chili
- L'Art de se débrouiller (1954) avec Alberto Sordi. Tourné à Catane.
- Le Village magique de Jean-Paul Le Chanois (1955)
- Agguato sul mare (1956) de Pino Mercanti avec Ettore Manni, Maria Frau et Nadia Gray. Tourné à Syracuse et dans sa province.
- I mafiosi
- Voyage au centre de la Terre (1959)
- Assicurasi vergine de Giorgio Bianchi avec Romina Power. Tourné à Raguse et à Syracuse.
- Tipi da spiaggia
- L'avventura (1960) de Michelangelo Antonioni avec Monica Vitti, Gabriele Ferzetti et Lea Massari.

## Crédits de traduction
- (it) Cet article est partiellement ou en totalité issu de l’article de Wikipédia en italien intitulé « Cinema in Sicilia » (voir la liste des auteurs).